# 岐阜市立島小学校
岐阜市立島小学校（ぎふしりつ しましょうがっこう）は、岐阜県岐阜市北島にある公立小学校。

## 概要
学校の東門にはシンボルとして、大銀杏（おおいちょう）・小銀杏（こいちょう）の木が立っている。大銀杏は2020年現在で140年以上存在しており、4階建ての本校舎の高さにまで延びている。

## 沿革
統合前
- 1873年（明治6年）4月 - 東島村に集成学校、近島村に含秀学校、早田村に正修学校が開校する。
- 1875年（明治8年） - 含秀学校が集成学校に統合される。
- 1877年（明治10年） - 
  - 集成学校から菅生村が離脱し、八宝学校が開校する。
  - 萱場村に集成学校萱場分教場、旦ノ島村に集成学校旦島分教場を設置する。
- 1879年（明治12年） - 萱場分教場と旦島分教場が統合・独立し、静倹学校となる。
- 1880年（明治13年） - 集成学校が島潟学校に改称する。
- 1881年（明治14年） - 島潟学校から若木村[注釈 2]が離脱し、若木学校が発足。
- 1887年（明治20年） - 
  - 膏雨学校[注釈 3]が早田尋常小学校に改称する。
  - 八宝学校が西島尋常小学校に改称する。
- 1891年（明治24年） - 静倹学校が旦島尋常小学校に改称する。
- 1893年（明治26年） - 旦島尋常小学校から萱場尋常小学校が分立する。
- 1895年（明治28年） - 島潟学校が東島尋常小学校、若木学校が近島尋常小学校に改称する。
- 1897年（明治30年） - 
  - 近島村、池ノ上村、北島村、萱場村、菅生村、西中島村、江口村、早田村、東島村、旦ノ島村が合併し、島村が発足。
  - 東島尋常小学校、近島尋常小学校、西島尋常小学校、旦島尋常小学校、萱場尋常小学校、早田尋常小学校が統合され、島尋常小学校となる。従来の学校を分教室とする。

統合後
- 1900年（明治33年） - 島尋常高等小学校に改称する。
- 1901年（明治34年） - 現在地に統合校舎が完成。分教室（東島・近島・西島・旦島・萱場・早田）を廃止。早田に早田分教場を設置。
- 1934年（昭和9年）12月5日 - 島村が岐阜市に編入される。
- 1941年（昭和16年） - 島国民学校に改称する。
- 1947年（昭和22年） - 岐阜市立島小学校に改称。早田分教場を早田分校に改称。
- 1956年（昭和31年） - 早田分校が岐阜市立早田小学校として独立する。
- 1965年（昭和40年） - 校舎（鉄筋コンクリート造）が完成。以後、1966年、1967年、1969年に新築・増築が行われる。
- 1971年（昭和46年） - 岐阜市立城西小学校が分立する。
- 2023年 (令和5年) - 新たに児童放課後クラブ設立のため遊具エリアを解体し、そこから新たな校舎を建てた。

## 行事
- 入学式（4月）
- 野外学習・修学旅行（5-6月） - 5年生は岐阜市少年自然の家、6年生は奈良・京都。
- 運動会（9月）
- 芸術鑑賞会（11月）
- 6年生中学校半日入学（2月）
- 卒業生を送る会
- 卒業証書授与式（3月）

## 校区
- 池ノ上町1～4丁目、江口、島栄町2・3丁目、島新町1丁目、白菊町2丁目（6～14番、24～82番）・3丁目（1～13番、26～29番）・4丁目（5～9番、39～42番）・5丁目（1～5番）・6丁目（19番）、菅生、旦島(国道157号線以南の区域)、西中島、東島、江口1・2丁目、北島1～9丁目、近島1～5丁目、菅生1～8丁目、西島町、旦島1～6丁目、西中島1～7丁目、島田1・2丁目、東島1～5丁目、島新町、一日市場北町（1番、2番2～18号、3番3～23号、4番、5番、6番4～20号、7番、8番、9番7～8号、12番を除く）[2]

## 進学先中学校
- 岐阜市立島中学校

## 周辺施設
- アクトス岐阜島
- バロー島店
- 葛懸神社 - 毎年12月第2土曜日に開催される池ノ上みそぎ祭りで有名。
- トミダヤ島店
- スギ薬局島店
- 養教寺

## 交通アクセス
- 岐阜バス

モレラ忠節線、大野忠節線、西郷線「島小学校前」より徒歩約5分